# Alice Dubois
Pour les articles homonymes, voir Dubois.
Alice Dubois, née le 20 avril 1970 à Levallois-Perret, est une judokate française évoluant dans la catégorie des moins de 66 kg (poids moyens). Elle est sacrée à deux reprises championne d'Europe, en 1993 et 1995.
- Grade: 7e DAN[1].

## Palmarès
| Année | Compétition           | Lieu    | Résultat | Catégorie      |
| ----- | --------------------- | ------- | -------- | -------------- |
| 1992  | Championnats d'Europe | Paris   | 5e       | Moins de 66 kg |
| 1993  | Championnats d'Europe | Athènes | 1re      | Moins de 66 kg |
| 1995  | Championnats d'Europe | Athènes | 1re      | Moins de 66 kg |
| 1996  | Jeux olympiques       | Atlanta | 5e       | Moins de 66 kg |